# Grande dirombicosidodecaedro
In geometria, il grande dirombicosidodecaedro (o grande disicosidisdodecaedro camuso) è un poliedro stellato uniforme, vale a dire non convesso o auto-intersecante. Dotato di 124 facce (40 triangoli, 60 quadrati e 24 pentagrammi), 240 spigoli e 60 vertici, il grande dirombicosidodecaedro è l'unico poliedro uniforme non degenere con più di sei facce che si incontrano in un solo vertice. In ognuno dei suoi vertici si incontrano infatti 4 quadrati che si alternano a due triangoli e a due pentagrammi, inoltre, un'altra caratteristica non comune di questo poliedro è che tutte le sue facce si prensentano in coppie complanari.
Il grande dirombicosidodecaedro è anche l'unico poliedro uniforme che non può essere realizzato tramite la costruzione di Wythoff a partire da un triangolo sferico ed ha uno speciale simbolo di Wythoff, "| 3/2 5/3 3 5/2" che lo descrive come una sorta di poliedro camuso, fatta eccezione per il fatto che, contrariamente a quanto accade nella maggior parte dei solidi camusi, ad esempio nel dodecaedro camuso, in cui le facce non camuse sono circondate da triangoli, in questo poliedro esse sono circondate da quadrati.
Il grande dirombicosidodecaedro è stato soprannominato "Miller's monster", ossia il "mostro di Miller", in onore di J. C. P. Miller che, assieme a H. S. M. Coxeter e M. S. Longuet-Higgins, enumerò i poliedri uniformi nel 1954.

## Coordinate cartesiane
Le coordinate cartesiane per i vertici di un grande dirombicosidodecaedro sono date da tutte le permutazioni pari di 
{\displaystyle {\begin{array}{crrrc}{\Bigl (}&0\ ,&\pm {\frac {2}{\varphi }}\ ,&\pm {\frac {2}{\sqrt {\varphi }}}&{\Bigr )},\\{\Bigl (}&\pm \left[-1+{\frac {1}{\varphi ^{3/2}}}\right],&\pm \left[{\frac {1}{\varphi ^{2}}}-{\frac {1}{\sqrt {\varphi }}}\right],&\pm \left[{\frac {1}{\varphi }}+{\sqrt {\varphi }}\right]&{\Bigr )},\\{\Bigl (}&\pm \left[-{\frac {1}{\varphi }}+{\sqrt {\varphi }}\right],&\pm \left[-1-{\frac {1}{\varphi ^{3/2}}}\right],&\pm \left[{\frac {1}{\varphi ^{2}}}+{\frac {1}{\sqrt {\varphi }}}\right]&{\Bigr )},\end{array}}}
dove {\displaystyle \varphi ={\tfrac {1+{\sqrt {5}}}{2}}} è la sezione aurea. Tali vertici danno origine a spigoli di lunghezza pari a {\displaystyle 2{\sqrt {2}}}.

## Poliedri correlati
Se la definizione di poliedro uniforme viene allargata tanto da comprendere anche poliedri con qualunque numero pari di facce adiacenti a uno spigolo, allora tale definizione dà origine a un altro poliedro: il grande dirombidodecaedro dicamuso che ha lo stesso numero di vertici e di spigoli del grande dirombicosidodecaedro ma con una diversa disposizione delle facce triangolari.
La posizione di vertici e spigoli è condivisa anche con i poliedri composti uniformi 20 ottaedri e 20 tetraemiesaedri, mentre 180 dei 240 spigoli sono condivisi con il grande dodecicosidodecaedro camuso.
| Inviluppo convesso                | Grande dodecicosidodecaedro camuso | Grande dirombicosidodecaedro      |
| Grande dirombidodecaedro dicamuso | Composto di venti ottaedri         | Composto di venti tetraemiesaedri |

### Grande dirombicosidodecacrono
Il grande dirombicosidodecacrono è un poliedro stellato isoedro, nonché il duale del grande dirombicosidodecaedro.
Poiché grande dirombicosidodecacrono ha facce passanti per il loro centro, il suo duale ha vertici posti all'infinito, e più precisamente all'infinito sul piano proiettivo reale. Nella sua opera "Dual Models", Magnus Wenninger rappresenta simili figure come prismi intersecanti, ognuno dei quali si estende all'infinito verso il vertice stesso, così da mantenere la simmetria. Nella comune rappresentazione i prismi costituenti il modello vengono per comodità tagliati a un certo punto della loro altezza. Wenninger ha suggerito di inserire queste nuove figure in una nuova classe di solidi generati per stellazione, chiamati "stellazioni all'infinito". Tuttavia egli ha anche affermato che, strettamente parlando, tali figure non sarebbero in effetti poliedri poiché la loro costruzione non risulta conforme alle comuni definizioni.